# Flavià de Constantinoble
Flavià de Constantinoble (en llatí: Flavianus, en grec antic: Φλαβιανός) (Constantinoble?, final del s. IV - Lídia, 17 de febrer de 449) va ser un patriarca romà d'Orient, successor de Procle com a bisbe de Constantinoble l'any 446. És venerat com a sant per diverses confessions cristianes.
De la joventut de Flavià no hi ha dades. Abans de la seva elecció com a patriarca, en 446, era prevere i portador dels estris sagrats de la gran església de Constantinoble. En aquest temps exercia gran influència a la cort l'eunuc Crisafi, amic i partidari d'Eutiques de Constantinoble (que havia formulat l'heretgia monofisita) i va posar en contra de Flavià l'emperador Teodosi II. També Diòscor d'Alexandria, que havia estat nomenat patriarca d'Alexandria, i que estava perseguint als partidaris del seu predecessor Ciril I d'Alexandria, estava també enemistat amb Flavià, que defensava als amics de Ciril.
Flavià tenia l'amistat de Pulquèria, la germana de Teodosi II, però l'enemistat de l'emperadriu Eudòxia Augusta, que estava sota influència de Crisafi i es volia desfer de Pulquèria cosa a la que Flavià s'oposava. Flavià va convocar un sínode de 40 bisbes i va declarar deposat Eutiques, que era arximandrita o abat, i va ser excomunicat per les seves opinions herètiques.
Els enemics de Flavià van convocar un altre sínode amb permís de l'emperador on van acusar Flavià de falsificar les actes del primer sínode que condemnava Eutiques. Flavià va ser absolt però els seus rivals van convèncer Teodosi de convocar un concili general a Efes. Aquest Concili el va presidir Diòscor d'Alexandria i és conegut com el lladronici d'Efes (ἡ λῃστρικὴ) en el que Flavià i els seus seguidors van ser condemnats i Eutiques restaurat.
Flavià va patir desterrament i els participants en el concili el van fuetejar. De les seqüeles dels cops que li van donar va morir al cap de tres dies, l'any 449.
Aquesta violència va fer reaccionar a l'emperador i Pulquèria va recuperar el favor que havia perdut; el cos de Flavià va ser portat a la capital de l'Imperi i enterrat a l'església dels Sants Apòstols; el mateix Papa Lleó I Magne el va honorar com a confessor i el Concili de Calcedònia (451) com a màrtir i així apareix al martirologi de l'església romana.
Es conserva una carta de Flavià al Papa Lleó I, i una confessió de fe presentada a l'emperador Teodosi II, així com alguns escrits menors afegits les actes del concili de Calcedònia.

## Veneració
Venerat com a màrtir a Constantinoble, segons una tradició, les seves despulles es van embarcar per ordre de Gal·la Placídia per portar-les a Ravenna. Una tempesta va fer desviar la nau, que arribà a Castrum Novum Piceni, actual Giulianova (Abruços) que va enterrar les restes a la seva església que va prendre el nom de Castel San Flaviano. Tradicionalment, s'hi celebrava l'arribada de les restes el 24 de novembre. Sobre la tomba es va edificar un gran temple, l'actual catedral de la ciutat. És patró de Giulianova, Conversano i Recanati.

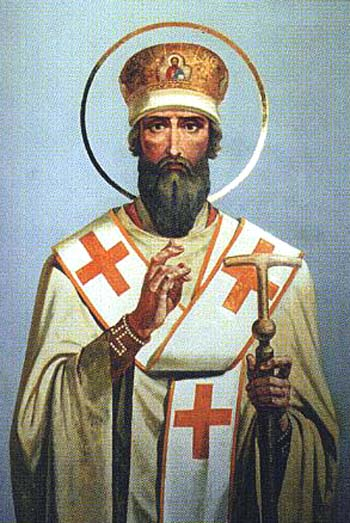
Estampa devocional amb el sant
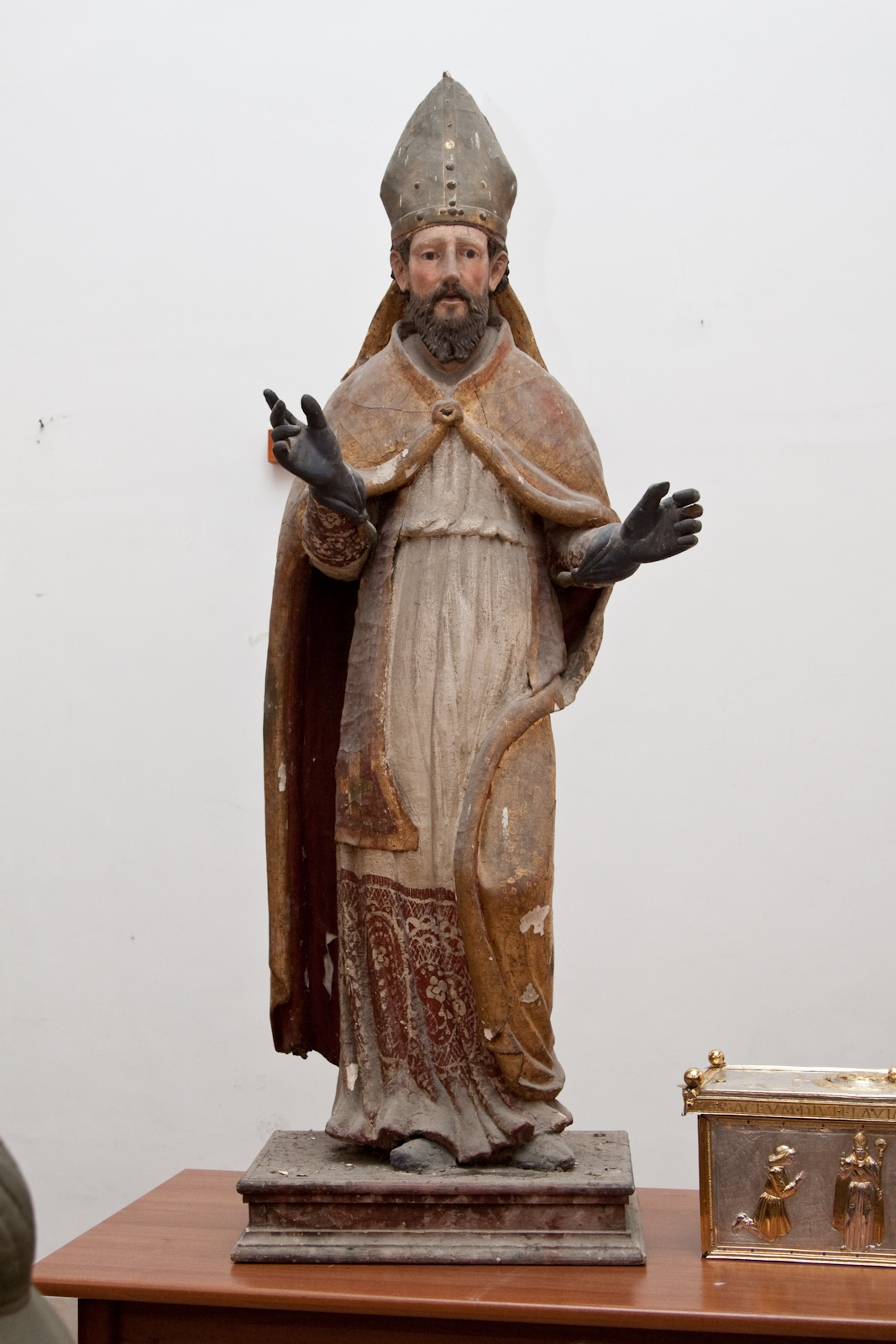
Escultura del sant al Duomo de Giulianova
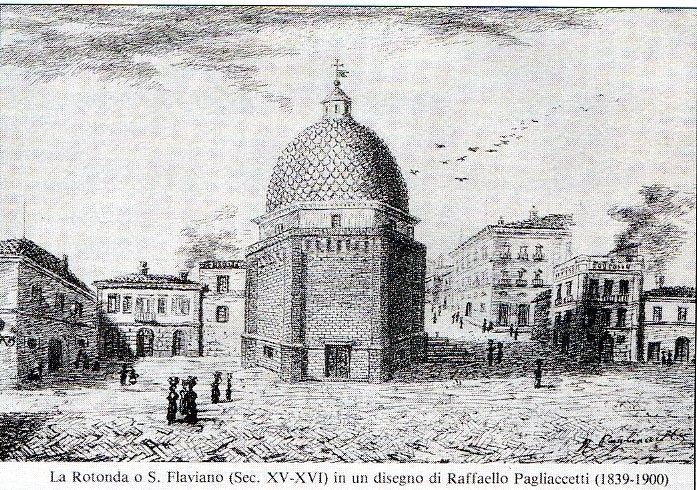
Duomo de San Flaviano a Giulianova, dibuix de Raffaello Pagliaccetti
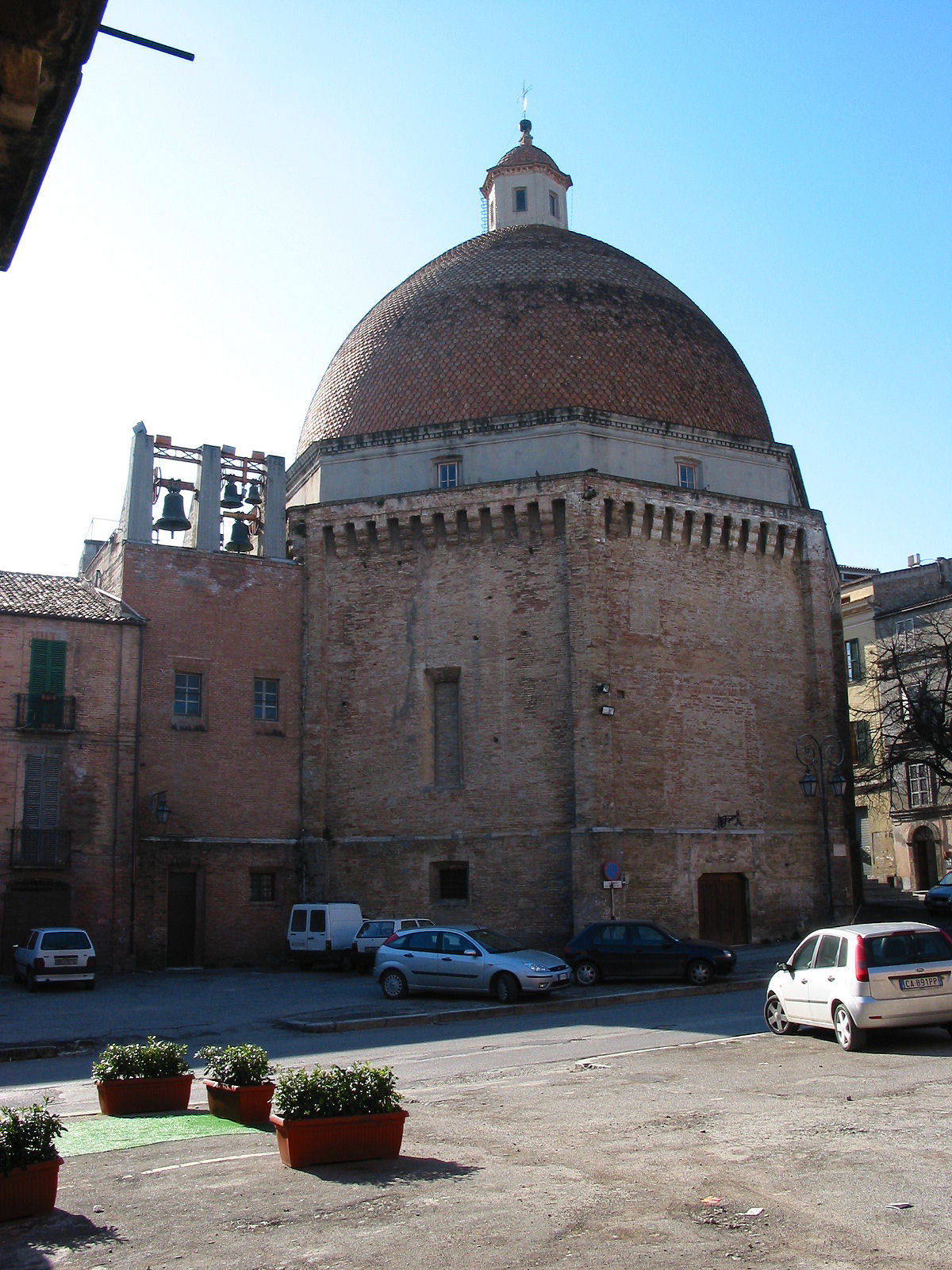
Catedral de Giulianova